# Renato Altissimo
Renato Altissimo (ur. 4 października 1940 w Portogruaro, zm. 17 kwietnia 2015 w Rzymie) – włoski polityk i przedsiębiorca, parlamentarzysta, minister w kilku rządach, w latach 1986–1993 sekretarz Włoskiej Partii Liberalnej (PLI).

## Życiorys
Absolwent nauk politycznych, które ukończył w Turynie. Pracował w sektorze prywatnym, zajmując się prowadzeniem działalności gospodarczej. Był wiceprzewodniczącym organizacji przemysłowej Confindustria.
Zaangażował się w działalność polityczną w ramach Włoskiej Partii Liberalnej. Z ramienia PLI w latach 1972–1976 i 1979–1994 sprawował mandat posła do Izby Deputowanych VI, VIII, IX, X i XI kadencji. Pełnił funkcję ministra w rządach, którymi kierowali Francesco Cossiga, Giovanni Spadolini, Amintore Fanfani i Bettino Craxi. Sprawował w nich urząd ministra zdrowia (od sierpnia 1979 do kwietnia 1980 i od czerwca 1981 do sierpnia 1983) oraz ministra przemysłu, handlu i rzemiosła (od sierpnia 1983 do sierpnia 1986).
W 1986 zastąpił Alfreda Biondiego na stanowisku sekretarza PLI, ugrupowaniem tym kierował do 1993. Ustąpił w związku ze stawianymi mu zarzutami korupcyjnymi w tzw. aferze Enimont. Do działalności politycznej powrócił w ostatnich latach życia, m.in. w 2014 współtworzył ugrupowanie „I Liberali”.